# Специјална основна школа „Антон Скала”
Специјална основна школа „Антон Скала” једна је од основних школа у Београду. Налази се у улици Петра Чајковског 2а, у општини Савски венац.

## Опште информације
Школа се бави образовањем и васпитањем ученика који имају сметње у развоју. Налази се у насељу Сењак у општини Савски венац, а основана је 1964. године. Данашњу зграду школа користи од 1967. године, а име је добила по Антону Скали, једном од оснивача југословенске дефектологије и првим човеком у Влади Краљевине Југославије који је био задужен за оснивање и развој специјалних школа.
Специјална основна школа „Антон Скала” била је прва на Балкану, која је 1978. године отворила одељење за образовање и васпитање деце са аутизмом, а дуго година је била једина у Србији. Ученици ове школе снимили су музички албум за школу, а нумера  „Вилинска песма“ је химна Савеза удружења за помоћ особама са аутизмом Републике Србије.
Школа је до 2018. године била тридесет година традиционално домаћин Дечје Олимпијаде, где се окупи око 500 ученика и гостију сваке године из Београда и целе Србије.